# مسجد جامع بافران
مسجد جامع بافران مربوط به دوره صفوی است و در شهرستان نائین، روستای بافران واقع شده و این اثر در تاریخ ۲۵ خرداد ۱۳۸۱ با شمارهٔ ثبت ۵۸۸۷ به‌عنوان یکی از آثار ملی ایران به ثبت رسیده است.